# شانیتس (استان اشوی‌داشکسیه)
شانیتس (به لهستانی: Szaniec) یک منطقهٔ مسکونی در لهستان است که در گمینا بوسکو-زدروی واقع شده‌است. شانیتس ۷۷۰ نفر جمعیت دارد.